# Goodnight (Missouri)
Pour les articles homonymes, voir Goodnight.
Goodnight est un village du comté de Polk, dans le Missouri, aux États-Unis,. Situé au sud du comté, il est incorporé en 2003.

## Démographie
Lors du recensement de 2010, le village comptait une population de 18 habitants. Elle est également estimée, en 2016, à 18 habitants.

### Source de la traduction
- (en) Cet article est partiellement ou en totalité issu de l’article de Wikipédia en anglais intitulé « Goodnight, Missouri » (voir la liste des auteurs).